# Hilda Choi
Hilda Choi (1994) es una deportista hongkonesa que compite en triatlón. Ganó una medalla en los Juegos Asiáticos de 2018, y tres medallas en el Campeonato Asiático de Triatlón entre los años 2015 y 2022.

## Palmarés internacional
| Juegos Asiáticos    | Juegos Asiáticos      | Juegos Asiáticos  | Juegos Asiáticos |
| Año                 | Lugar                 | Medalla           | Prueba           |
| ------------------- | --------------------- | ----------------- | ---------------- |
| 2018                | Palembang (Indonesia) | Medalla de bronce | Relevo mixto     |
| Campeonato Asiático |                       |                   |                  |
| Año                 | Lugar                 | Medalla           | Prueba           |
| 2015                | Nueva Taipéi (Taiwán) | Medalla de bronce | Relevo mixto     |
| 2016                | Hatsukaichi (Japón)   | Medalla de bronce | Relevo mixto     |
| 2022                | Aktau (Kazajistán)    | Medalla de plata  | Relevo mixto     |